# Lucien Bazor

L'aile, différent de Bazor sur les pièces de monnaie.

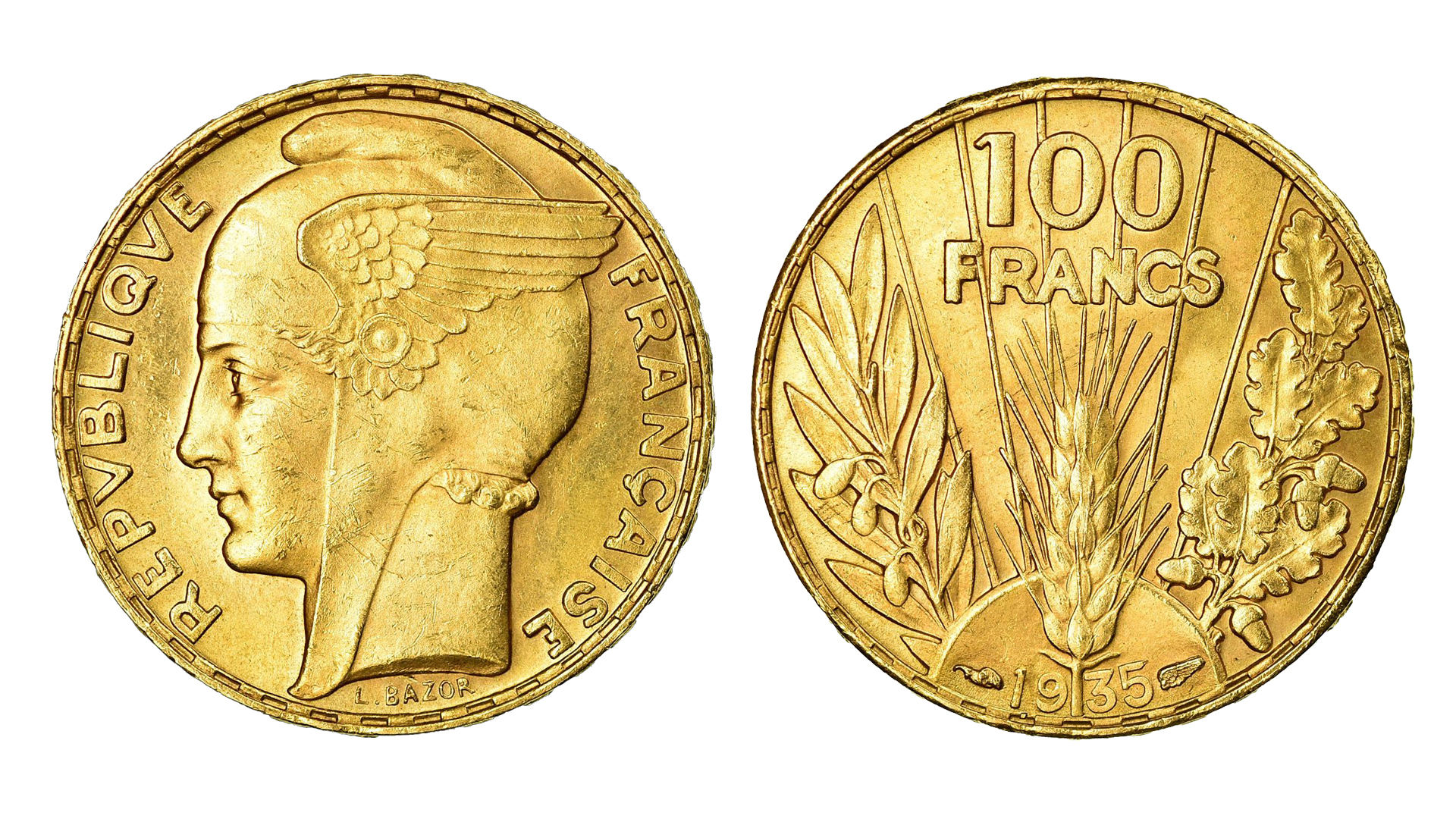
Pièce de 100 francs Or de 1935 par L.Bazor, atelier de Paris

Lucien Georges Bazor est un médailleur français, né le 18 janvier 1889 à Paris et mort le 15 juillet 1974 à Châtenay-Malabry (Hauts-de-Seine).

## Biographie
Il naît le 18 février 1889 dans le 3ème arrondissement de Paris de Louis Joseph Albert Bazor et de Eugénie Henriette Tellier.
Formé d'abord par son père, le médailleur Albert Bazor, Lucien est l'élève d'Henri Patey aux Beaux-arts de Paris.
Il reçoit le grand prix de Rome en gravure de médaille et pierre fine en 1923.
En 1930, il succède à Henri Patey au poste de graveur général des monnaies, qu'il occupe jusqu'en 1958. Il meurt à Châtenay-Malabry (Hauts-de-Seine) le 15 juillet 1974. Il est inhumé au cimetière ancien de Châtenay-Malabry.

## Production monétaire
Lucien Bazor est l'auteur d'une grande quantité de types monétaires. Il signe ses gravures différemment L.Bazor (Lucien), G.B.Bazor (George Bernard) ou parfois G.B.L.Bazor (Georges Bernard Lucien).

### La 5 francs «Bazor»

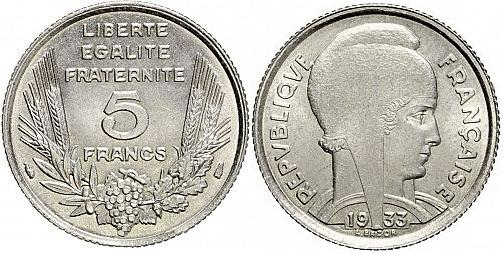
La 5 francs « type Bazor » (1933).

Bazor est en particulier connu pour avoir gravé la pièce de 5 francs français en 1933, surnommée à l'époque « la Bedoucette » (du nom du ministre des Finances de l'époque, Albert Bedouce), mais dite « type Bazor » en numismatique. L'histoire de cette pièce de monnaie a donné naissance à un certain nombre de légendes.
La Monnaie de Paris fabriqua des pièces de 5 francs jusqu'en 1889, elles étaient en argent, au module de 37 mm, dans la lignée du franc Germinal institué par le Premier Consul Bonaparte en 1803. En 1898, une émission de pièce de 5 francs en argent au Type semeuse avait avorté à cause, d'une part, de la première Grande Dépression (1873-1896) et, d'autre part, du renchérissement du coût de l'argent métal très demandé par les industries émergentes comme la photographie, le cinématographe, la radiologie, l'automobile, etc. Le rapport entre l'or et l'argent, originellement établi à 15,5 ne pouvait plus être maintenu : le bimétallisme avait vécu, la production de grosses pièces d'argent titrée 900/1000 intenable car ouvrant potentiellement à un trafic (cf. l'Affaire des piastres, etc.).
Le coût désastreux de la Première Guerre mondiale entraîna ensuite, tardivement, à la refonte complète du système monétaire français : en 1928 est officiellement instauré le franc Poincaré tombé à 1/5e de sa valeur d'avant 1914. La Monnaie se met donc à fabriquer de nouvelles pièces : ainsi, les 10 et 20 francs en argent titré 600/1000 sont commandées par Bazor à Pierre Turin et sont au départ millésimées 1929. Se pose alors la question d'une pièce de 5 francs, des essais sont donc commandés à Pierre Turin. 
Depuis 1918, circulait un billet de 5 francs (le 2e à être émis par la Banque de France) : ce billet est promis à la démonétisation par la loi du 28 février 1933 et le décret du 13 mars 1933. Il faut donc très rapidement produire une pièce de 5 francs, que la crise de 1929 et la panique monétaire de 1931 ont retardé à la fabrication. La 5 francs Bazor est donc une pièce dite  « d'urgence », comme précisé dans le texte de loi et comme le souligne la presse de l'époque : cette pièce est frappée « dans l'attente qu'un concours officiel s'organise » afin de déterminer le type définitif. Le rythme de production de la « Bedoucette » est de 700 000 unités par jour. On peut comparer cette pièce à une forme de monnaie de nécessité.
Pièce nécessairement « bâclée », la 5 francs Bazor se présente en nickel, et sous la forme d'un petit module de 23,7 mm à tranche cannelée. Sur 100 millions de pièces frappées, la moitié ne sont même pas mises en circulation. La raison en est que la Monnaie finit par prendre une décision quant au concours et décide d'élire en août 1933 le type Lavrillier qui, le temps d'être gravé puis frappé, est émis au cours de l'année 1934. La 5 francs Bazor ne fut démonétisée qu'en 1937, et, entre-temps, massivement refondue : selon le numismate Victor Gadoury, 100 à 150 000 exemplaires auraient échappé à la fonte.

### Autres productions monétaires

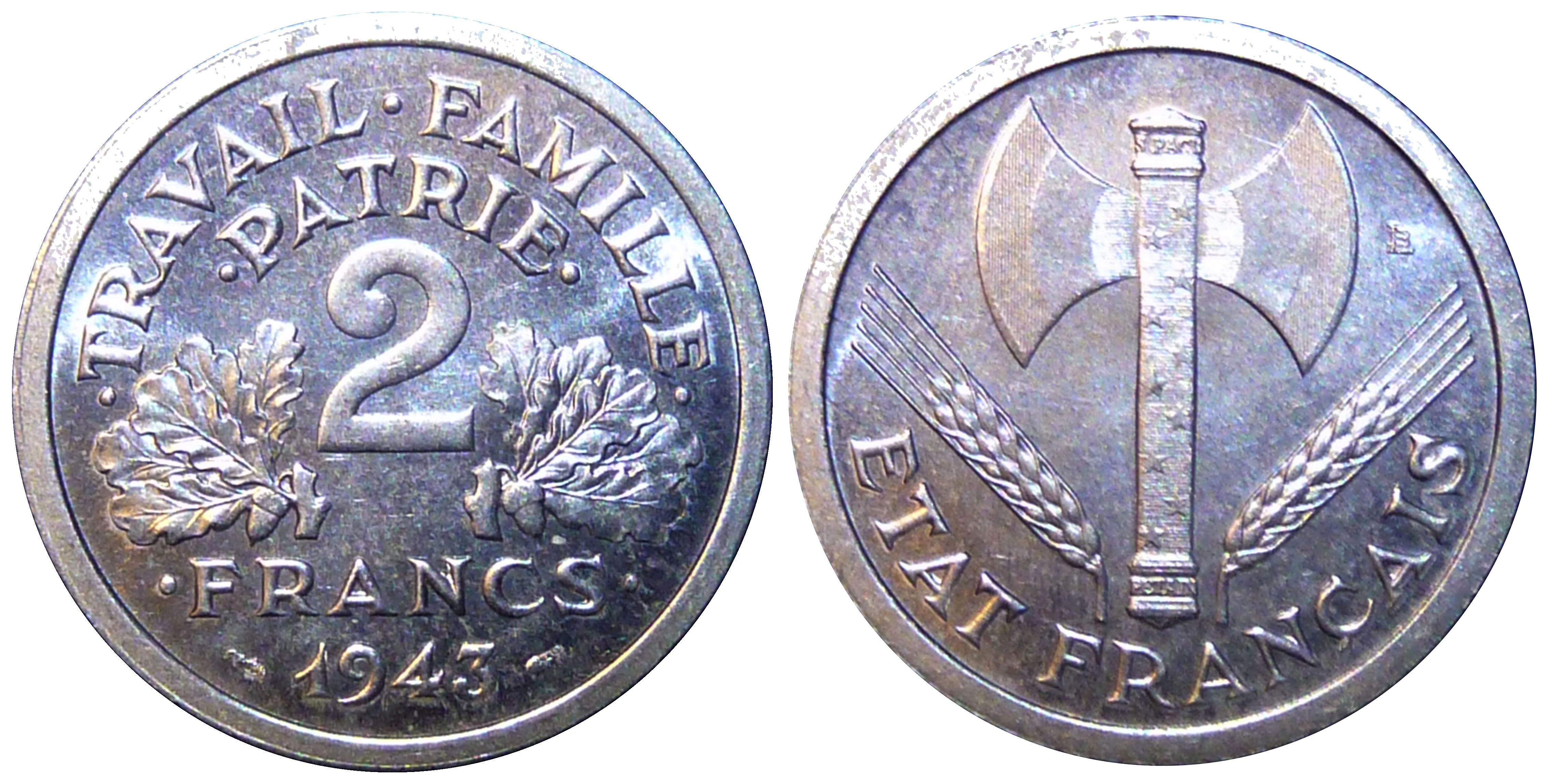
2 francs en aluminium à la francisque frappée pour le régime de Vichy.

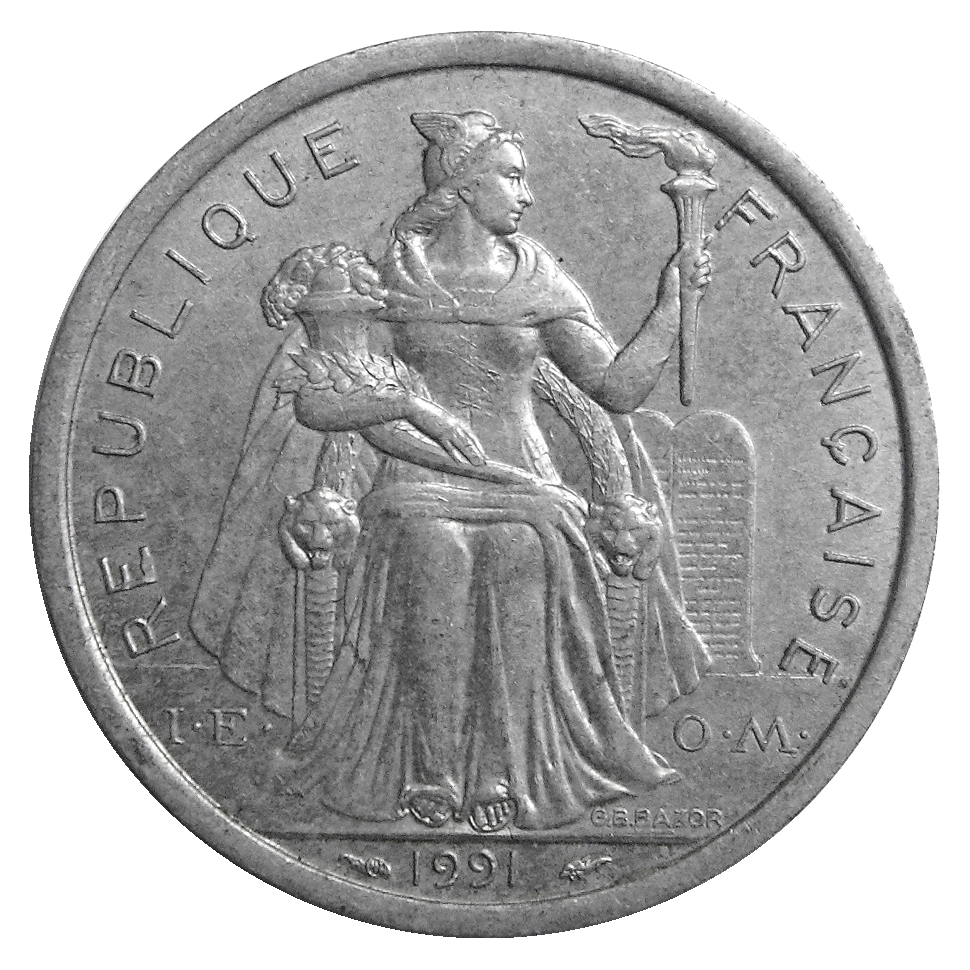
Revers des 1, 2, et 5 Francs Pacifique pour la Nouvelle-Caledonie, la Polynésie française, Wallis et Futuna, aluminium, en cours actuellement.

Lucien Bazor grave aussi la pièce de 100 francs en or, millésimée 1935 et 1937, d'un poids de 6,55 g et au module de l'ancienne pièce de 20 francs-or. Frappée à environ 14 millions d'exemplaires, elle ne fut, du fait de la crise économique, pas mise en circulation puis refondue ; très peu d'exemplaires ont réchappé et cette pièce de monnaie est considérée comme extrêmement rare.
Bazor a par la suite gravé des pièces pour le régime de Vichy : 50 centimes 1942 à 1944, 1 franc 1942 à 1944 et 2 francs 1943 et 1944 à la Francisque en aluminium, ainsi que la 5 francs Pétain en nickel qui ne circula pas, le métal, stratégique, ayant été réquisitionné.
Bazor a aussi créé les pièces coloniales françaises suivantes :
- Afrique-Équatoriale française : 1, 2 francs 1948
- Afrique-Occidentale française : 1, 2 francs 1948, 1955, 5, 10 francs 1956, 10, 25 francs 1957
- Cambodge : 10, 20 et 50 cents 1953, 1959
- Côte française des Somalis : 1, 2, 5, 10, 20 francs 1948, 1949
- Laos : 10, 20 50 cents 1952
- Madagascar: 1, 2, 5 francs 1948, 1958, 10, 20 francs 1953
- Nouvelle-Calédonie : 50 centimes, 1, 2 francs 1949, 5 francs 1952
- Établissements français de l'Océanie puis Polynésie française : 50 centimes, 1, 2, 5 francs 1949, 1952 - modèle toujours en usage
- Réunion: 1, 2, 5 francs 1948, 10, 20 francs 1955
- Saint-Pierre-et-Miquelon : 1, 2 francs 1948
- Tunisie : 100 francs 1930
- Viêt Nam : 10, 20, 50 su 1953

## Galerie

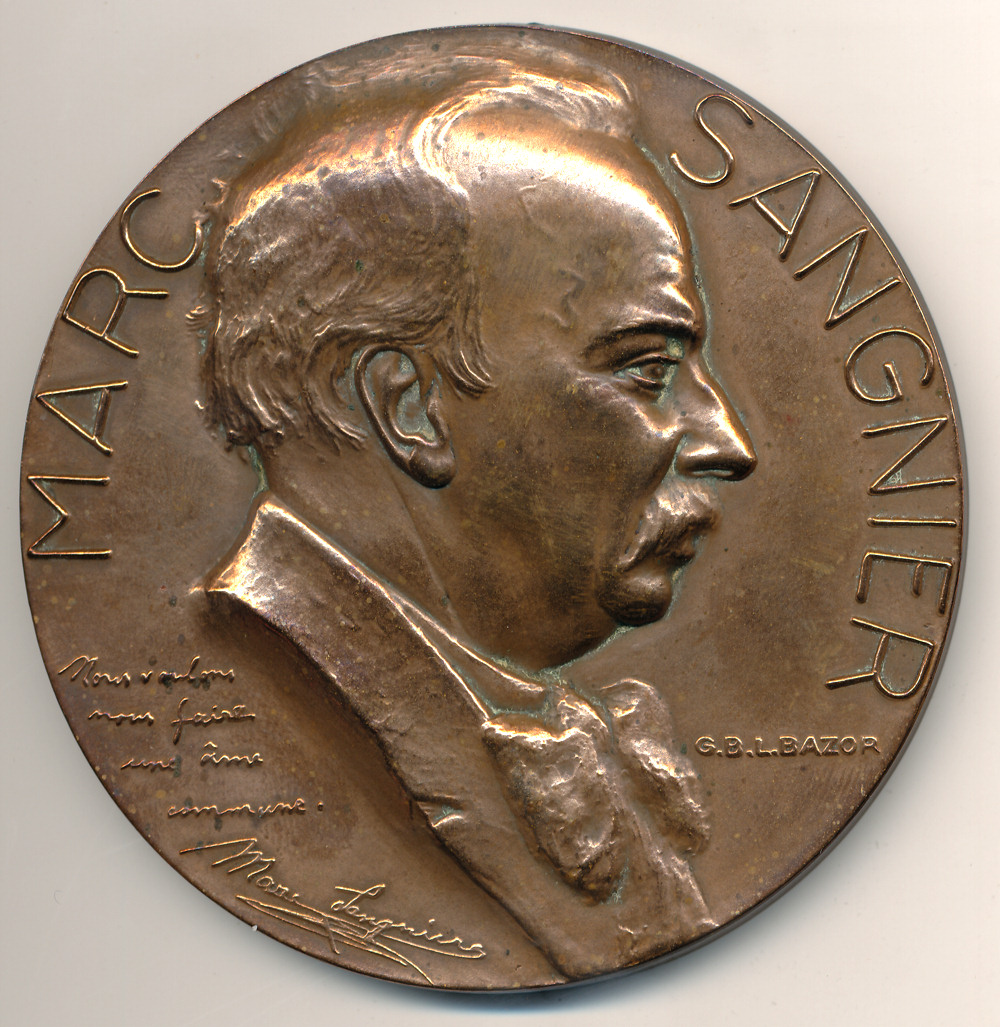
Avers de la médaille honorant Marc Sangnier, bronze, 81 mm, œuvre de Lucien Bazor.
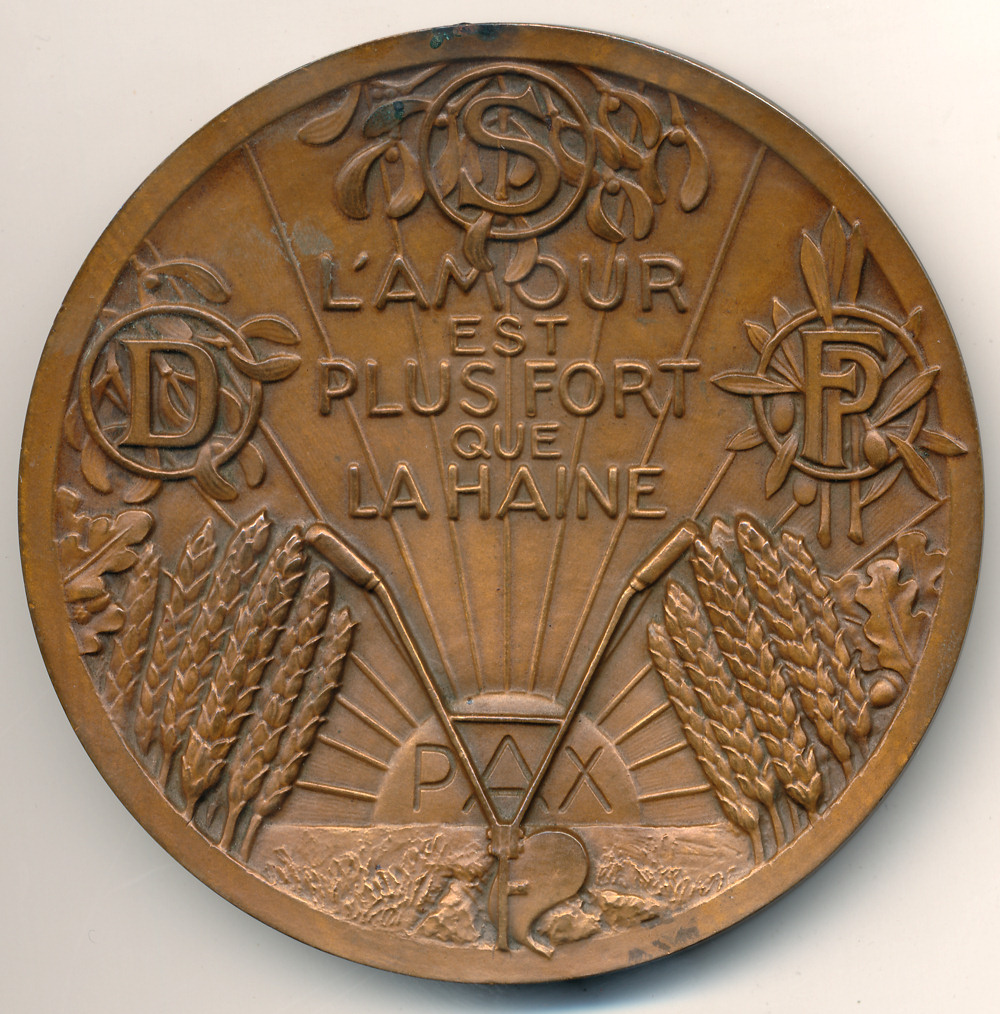
Revers de la médaille honorant Marc Sangnier.

## Annexes

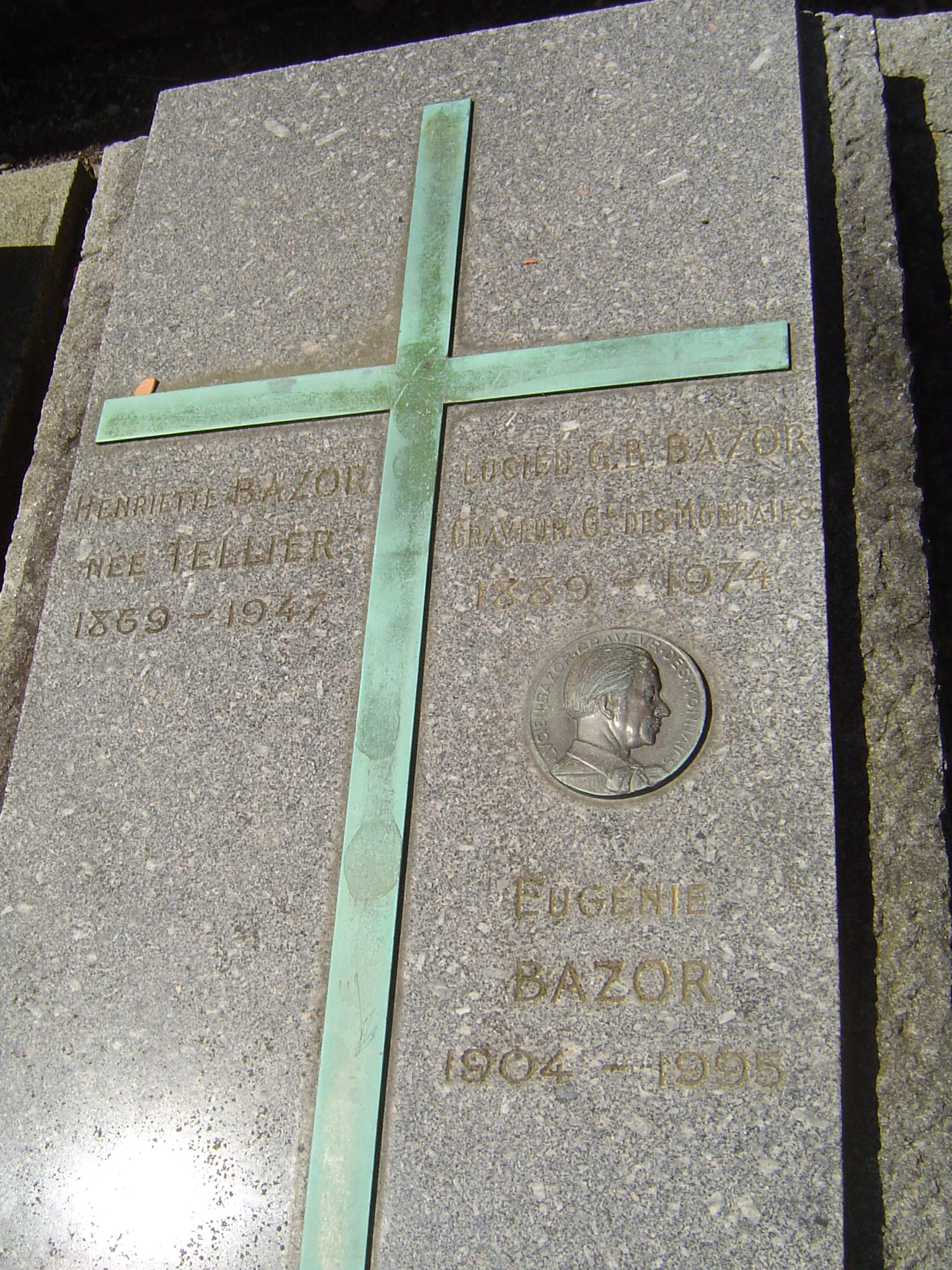
Sépulture de la famille Bazor au cimetière ancien de Châtenay-Malabry.

## Décorations
- Officier de la Légion d'honneur
- Ordre de la Francisque